# 安昌浩
安 昌浩（あんしょうこう、アン・チャンホ、안창호、1878年11月9日 - 1938年3月10日）は、朝鮮の朝鮮独立運動家。号は「島山」（とうざん、トサン、도산）。本貫は順興安氏。

## 生涯

### 初期

#### 誕生と家系
鳥山安昌浩は平安南道江西の草里面7里、鳳翔島で1878年11月9日に農夫である順興安氏安興国（系譜上の名は安教晋）と済南黄氏の三男として生まれた。上には兄の安致昊ともう一人の兄がおり、彼が6歳の時に妹の安信浩が生まれた。先祖は文成公安珦の子孫で、代々平壌東村に住んでいたが、父の時に大同江下流の鳳翔島に移住した。
工曹参議を務めた安從儉の17代孫で、世祖時代の宰相安知歸、中宗時代の政丞安瑭は親戚にあたる。安重根や安恭根の一族は安從儉の兄である全羅道観察使で兵曹參判の安從信の子孫で、こちらも遠い親戚だった。しかし彼の家系は没落し、平安南道に移住して農業を営むことになった。彼の初めの名前は致三だった。しかし10歳で学校に通い始めた頃、名前を昌浩に改めた。
祖父の安泰烈は官職として通徳郎に留まり、家計はさらに厳しくなり、父の安興国は官職を得ることなく貧しい農夫として生計を立てた。しかし12歳の時に父安興国を早くに失い、母黄氏の手で育てられた。9歳から書堂に通い始め、早熟だった彼は、書堂で一緒に学んでいた数歳年上の畢大殷らと共に国内外の様々な問題について多く議論を交わした。その後、牧童生活を送りながら1890年ごろには黄海道九月山を巡った。

#### 幼年期と学業
1892年（高宗29年）、平安南道大同郡南部山面の魯南里に移住し、彼は「魯南里の三男」と呼ばれるようになった。この時、安昌浩は著名な性理学者である金鉉鎭に学び、漢学と性理学を学びながら、儒学を学び始めた。
1894年（高宗31年）、16歳の時、安昌浩は平壌が日清戦争で壊滅的な被害を受けたことに衝撃を受けたと言われている。東学農民運動を経験し、清国と日本軍の進入を目の当たりにして、国を救うために自分も立ち上がるべきだと決意を固めた。祖父の安テヨルをはじめ、家族の反対があったが、彼は一人で京城府（現在のソウル）に向かう決心をした。結局、叔父の助けを借りて、秘密裏に家を出て、車に乗って京城府に向かった。そこから、長老教会の宣教師ホレース・グラント・アンダウッドが運営する救世学堂の普通部に入学した。
何も計画なしに京城に向かった安昌浩は、ある日、京城の貞洞第一教会のある路地を通りかかり、「学びたい人は誰でも食べて寝て自由に勉強できるので、私たちの学校へ来てください」と呼びかけるアメリカ人のプロテスタント宣教師と出会うことになり、その縁で、長老教会が設立した求世學堂に入学して勉強を始めることとなる。ここで彼は、算数、地理、世界史、科学などの新しい学問を学び、新しい世界に触れることになった。また、救世学堂在学中に、宋淳明の導きで長老教会に入信した。長老教会に改宗した彼は、自身に啓蒙思想を与えてくれた畢大殷にもキリスト教を紹介した。

#### 教育啓蒙運動
1897年、救世学堂の普通部を卒業したが、上級学部には進学せず、普通部の助教として働き始めた。その年、故郷に一時帰省した際、祖父の安テヨルは安城李氏の李錫宝の長女、李惠練（当時13歳）と結婚を決めた。しかし、自分の意思とは関係なく一方的に婚約させられたことを知った安昌浩は、祖父に対して婚約の破棄を主張したが、実現しなかった。結局、彼は婚約を破棄することができず、再び京城府に戻らなければならなかった。
1897年、徐載弼、李承晩、兪吉濬、尹致昊らが主導する独立協会に加入し、李商在、尹致昊、李東寧、李承晩、梁起鐸らと共に万民共同会に参加した。安昌浩はすぐに万民共同会の関西地方発起会にも参加した。
その後、安昌浩は独立協会の関西支部を組織し、責任者となった。平壌府の快哉亭で万民共同会関西支会を開催し、講演に講演者の一人として参加した。この時、彼は若き雄弁家として名声を得た。後に安昌浩は各地で巡回講演を行い、講演者として招かれることもあった。
1898年（光武元年）11月、京城府の鍾路で開かれた万民共同会で、7大臣を弾劾し、6項目の政治改革案を提案した。しかし、万民共同会と独立協会は皇国協会の無実の告発と襲撃により解散させられ、安昌浩は隠れていた後、故郷に戻り、教育とキリスト教伝道運動に身を投じた。1899年、江西郡東津面暗花里に漸進学校とタンポ里教会を設立し、近隣の荒れ地を農地に開墾する干拓事業を推進した。1902年（光武5年）、李惠練と結婚し、その年の11月4日、共に船便で出国。日本の東京に1週間滞在した後、アメリカに渡った。アメリカ行きの船旅の途中、日没時に広大な海上に浮かぶハワイ島の壮大な景色を見た安昌浩は、自らの号を「島山（ドサン）」と命名した。

#### 結婚生活
しかし、安昌浩自身は教民社会活動と独立運動に身を投じなければならなかったため、妻の李惠練とは長く一緒に過ごすことができなかった。その後、安昌浩が家族と共に過ごした期間は13年しかなかったと言われている。ソウルで結婚式を挙げた後、共にアメリカに渡り、共立協会時代の5年間、国民会時代の8年間だけだった。1919年に上海に行った後は、再び家族を世話する機会がなかったが、1926年に一時的にアメリカに立ち寄った際、ロサンゼルスのYMCAで開かれた送別会の場で、安昌浩は自分の家族にこう語った。
「今まで妻にスカート一枚、上着一着も買ってあげたことがなく、フィリップにもノート一冊、鉛筆一本も買ってあげられなかった。そのような心遣いがなかったわけではないが、色々な事情でそうなった、ただただ申し訳ない。」
1902年、留学のためにアメリカに渡り、その地で同胞たちの厳しい状況を目の当たりにした後、学業を諦めて教民指導に乗り出した。しかし、長い間夫と離れて過ごしながらも、妻の李惠練は不平不満を言うことなく、浮気も一度もしなかった。また、経済的に無能な夫を責めることもなく、安昌浩は生涯これを胸を痛めて考えていた。彼はすぐにアメリカ初期の教民社会指導者の一人として成長していった。

#### 亡命と社会運動
その後、1905年に日韓保護条約が締結されたことを知り帰国した。1907年、新民会を組織して、各地での講演会や大韓毎日申報を通した啓蒙活動や、大成学校･五山学校設立等の教育事業、磁器製造株式会社設立等の実業活動、中国での独立軍基地建設事業などの運動を展開したが、日韓併合の直前に亡命。新民会も1911年に百五人事件に関わったことで壊滅させられた。
中国経由で再びアメリカに亡命し、興士団（フンサダン、흥사단）を組織した。1919年には亡命朝鮮人によって中華民国上海で設立された大韓民国臨時政府に参加し内務総長を務め、朝鮮独立運動を行う。しかし、地域派閥や党派の争いが絶えず、畿湖（京畿道と忠清道）出身でも両班でもなかったため、臨時政府内の主流とはなれず、1921年に内務総長を辞任した。1926年に修養同友会を結成した。
その後は満州に渡り、独立運動の根拠地としての理想村を計画したが、1931年に満州事変が勃発したことにより頓挫。さらに、上海事変で日中間が軍事衝突をしていた1932年4月29日に、上海の虹口公園で尹奉吉が起こした上海天長節爆弾事件に関与したという嫌疑で日本軍に逮捕され、朝鮮へ連行されたうえで懲役4年の実刑を宣告され、大田の監獄に服役していた。1935年に仮釈放となり隠居した。しかし1937年6月に発生した修養同友会事件で李光洙、朱耀翰、趙炳玉らとともに逮捕され、収監中に病状が悪化し釈放されるも、肝硬変により京城帝国大学付属病院で死亡した。
ソウルに島山公園と島山・安昌浩記念館が作られている。ハリウッド俳優のフィリップ・アーン（安必立）は長男、米海軍軍人でアジア系の女性として始めて米海軍に入隊したスーザン・アーン・カディ（安繡山）は長女。

## 主張
「自我革新・民族革新」という標語を掲げたうえで、「貴方は国を愛しているのなら、何時貴方は健全な人格になるのか。私達の中に人物がいないのは、人物になろうと決心して努力する人がいないからである。人物がいないと慨嘆するその人自身が、何故人物になろうと勉強・修養しないのか」という主張のもと、朝鮮人自身が近代国家としての力を養った上で、民族の実力を以ってして日本からの独立を勝ち取るべき、というスタンスを取り続けたことである。そのために彼は、
1. 男女共学の私立学校「漸進学校」等3校の近代的制度を取り入れた学校を設立。
2. 青年団体「青年学友会」や修養団体「興士団」を設立。
3. 近代的制度を取り入れた株式会社を設立し、出版等の産業振興を試みる。
4. 「新民会」を結成し、金九、呂運亨等といった明日の韓国を担うべきリーダーの育成に努める。
5. アメリカ・ロシアに韓国人連携団体を設立し、生活改善運動を推進する。

といった運動を行った。
このように、自国の力不足を憂い、形の上での独立達成ではなく、それまでの韓国には存在しなかった近代化の概念を取り入れ続けて、他国にもひけをとらない近代国家に生まれ変わることを求め続けた。

## 評価
韓国では道徳の教科書にその高邁な精神が紹介されている。
韓国で左右区分なく尊敬され、今日上海臨時政府を重視する人々に権力を貪らず統合を重視して後ろから葛藤を調整した彼が国部に崇められなければならないと主張する人々もいる。